# Edvard Lasota
Edvard Lasota (* 7. März 1971 in Třinec) ist ein ehemaliger tschechischer Fußballspieler.
Lasotas Jugendvereins war TJ TŽ Třinec, den 1989 er als 18-Jähriger verließ, um für FC Zbrojovka Brünn zu spielen. Allerdings hatte er nur einen Einsatz für seinen neuen Verein, da er kurz nach Saisonbeginn zu VTJ Tábor in die 2. Liga wechselte, um dort seinen Wehrdienst abzuleisten. 1990 ging er zu Dukla Prag, dort kam er auf 20 Einsätze und schoss sechs Tore.
Er ging zurück nach Brünn und blieb dort zweieinhalb Spielzeiten, in denen er seine für einen Mittelfeldspieler ungewöhnliche Torgefährlichkeit unter Beweis stellte. Anfang 1994 ging er zu Sigma Olmütz, nach einem Jahr wechselte er zu Petra Drnovice.
In der Saison 1995/96 kam er in eine herausragende Form, die ihm seinen ersten Einsatz für die Tschechische Nationalmannschaft sowie den Wechsel zu Meister Slavia Prag im Sommer 1996 einbrachte, wo er zur Stammformation gehörte. 1997/98 wurde er 13 Mal in der Nationalmannschaft eingesetzt und erzielte dabei zwei Tore.
Im Sommer 1998 wechselte er zum italienischen Zweitligisten AC Reggiana, das um den Aufstieg in die Serie A spielte, zog sich aber nach zwei Einsätzen eine schwere Verletzung zu. Reggiana stieg in die Serie C ab, wo Lasota als Ausländer keine Spielberechtigung besaß. Zur Rückrunde 1999/00 wurde er an den SFC Opava ausgeliehen, wo er auf 13 Einsätze kam. Im Sommer 2000 kehrte er zum AC Reggiana zurück, wo er noch ein Jahr Vertrag hatte, inzwischen war Lasota spielberechtigt. In einer schweren Saison machte er 18 Spiele und schoss zwei Tore. Im März 2001 lieh ihn der Verein an Salernitana Calcio aus.
Zur Spielzeit 2001/02 kehrte Lasota Italien den Rücken und unterschrieb für ein Jahr beim FK Drnovice. Anschließend ging er zum FK Zlín, wo er vor allem in den ersten beiden Jahren nahezu an seine frühere Form herankam und zu einem zuverlässigen Allrounder und Führungsspieler avancierte. Schon 2004/05 machten ihm allerdings Verletzungen zu schaffen und Lasota kam nur noch auf 19 Spiele.
In der darauffolgenden Saison machte der inzwischen 34-jährige Lasota nur noch fünf Spiele und einigte sich im Januar 2006 auf eine Vertragsauflösung, unter anderem auch deswegen, weil er ein gutes Angebot von Fotbal Třinec aus der 3. Liga hatte, dem Nachfolgeverein seines Jugendklubs. Dieser konnte am Ende der Saison den Aufstieg in die 2. Liga feiern. Schon im April 2007 wurde Lasota jedoch mitgeteilt, in der 2. Liga nicht mehr mithalten zu können, er wurde an den Sechstligisten SK Bystřice nad Olší ausgeliehen. Im Sommer 2007 wechselte er in die vierte Liga zu Rostex Vyškov. Nach einer Saison in Vyškov beendete Lasota seine Karriere.